# Ernst Heldring
Ernst Heldring (Amsterdam, 21 september 1871 - aldaar 29 april 1954) was een Nederlandse reder, bankier en politicus.

## Zakenleven
Ernst Heldring was de zoon van Balthazar Heldring en Olga Sophie Sillem en de kleinzoon van Ottho Gerhard Heldring en Ernst Sillem. Nadat hij in 1889 het diploma had behaald aan de Openbare Handelsschool in Amsterdam, maakte Ernst Heldring een aantal buitenlandse reizen, onder andere in 1898 naar Nederlands Oost-Indië. Verder was hij stagiair op enkele handelskantoren in Amsterdam en Londen. In 1899 was hij medeoprichter van Zeehaven en Kolenstation Sabang en in 1902 van de Java-China-Japan Lijn. Directeur Koninklijke Nederlandsche Stoomboot-Maatschappij N.V. (KNSM) van 1899 tot 1937 (daarna lid Raad van Commissarissen tot 1953) en van de Koninklijke West-Indische Maildienst N.V. van 1912-1928. 
Rond de eeuwwisseling studeerde de KNSM op de mogelijkheid van een verbinding tussen Nederland en China. Heldring achtte ook een lijndienst tussen Java en China van belang en dankzij zijn inspanningen werd in 1902 de Java-China-Japan Lijn (de latere Koninklijke Java-China Paketvaart Lijnen) opgericht. In 1904 nam Ernst Heldring het initiatief om de Koninklijke Hollandsche Lloyd uit Duitse handen te houden. Ook was hij in 1902 al voorstander van een grote fusie van Nederlandse rederijen om tegenwicht te kunnen bieden aan de heerschappij van de Duitse rederijen. Vooral door zijn initiatief werd in 1920 de Vereenigde Nederlandsche Scheepvaartmaatschappij (VNS) opgericht die lijndiensten opende naar Oost-Azië, Australië en Afrika, gebieden waar de Nederlandse rederijen tot dusverre nog geen belangen hadden en waar nu door het wegvallen van de Duitse vloot grote kansen lagen. Aandeelhouders in de VNS werden de acht grote rederijen, vier uit Amsterdam en vier uit Rotterdam. 
In 1922 werd Heldring voorzitter van de Amsterdamse Kamer van Koophandel en Fabrieken, een functie die hij tot 1931 bekleedde. In 1939 volgt de benoeming tot president van de Nederlandsche Handel-Maatschappij. Verder vervulde Heldring diverse commissariaten bij o.a. Hollandsche Bank voor de Middellandsche Zee te Amsterdam, Nederlandsche Handel-Maatschappij, de Nederlandsche Bank en Hoogovens. Vanwege zijn vele functies en grote invloed werd hij de 'Onderkoning van Amsterdam' genoemd. Heldring is ontegenzeglijk een van de invloedrijkste reders geweest die Nederland heeft gekend.
Heldring was van 2 augustus 1938 tot 23 juli 1946 lid van de Eerste Kamer der Staten-Generaal voor de Liberale Staatspartij en de Partij voor de Vrijheid.

## Privé
In 1910 trouwde Ernst Heldring in Parijs met Marie Constance Bungener (1889-1924). Uit dit huwelijk worden vier zoons en twee dochters geboren. De tweede zoon was Jérôme Louis Heldring (1917-2013), journalist en columnist van NRC Handelsblad.
Anne Elisabeth Heldring (1882-1964), een halfzuster van Ernst Heldring, trouwde in 1904 met Thomas Theodore Gleichman (1874-1923), een 'havenbaron', directeur Holland-Sumatra Tabak Maatschappij in Rotterdam.
Gedurende een groot deel van zijn leven hield Ernst Heldring een dagboek bij. Dit dagboek werd in 1970 gepubliceerd als "Herinneringen en Dagboek van Ernst Heldring" (dbnl.org/tekst/held007heri01_01/index.php)

## Onderscheidingen
In 1932 ontving Heldring een eredoctoraat van de Economische Faculteit van de Gemeente Universiteit Amsterdam (nu: Universiteit van Amsterdam).
In 1952 ontving hij een Zilveren Anjer.